# Bunchosia jamaicensis
Bunchosia jamaicensis är en tvåhjärtbladig växtart som beskrevs av Ignatz Urban, Amp; Nied. och Franz Josef Niedenzu. Bunchosia jamaicensis ingår i släktet Bunchosia och familjen Malpighiaceae. Inga underarter finns listade i Catalogue of Life.